# 玛丽-朱莉·博南
玛丽-朱莉·博南（法語：Marie-Julie Bonnin，2001年12月17日—），法国女子田径运动员，2023年欧洲U23田径锦标赛女子撑竿跳高金牌得主、2025年欧洲室内田径锦标赛女子撑竿跳高铜牌得主、2025年世界室内田径锦标赛女子撑竿跳高金牌得主。